# Andrés Quintana Roo
Andrés Eligio Quintana Roo (Mérida, 30 de novembro de 1787 - Cidade do México, 15 de abril de 1851), foi um advogado, poeta, político, jornalista e insurgente no processo de independência do México. Foi esposo de Leona Vicario que se destacou durante a Guerra da Independência do México. Filho de  José Matías Quintana e María Ana Roo, descendentes de espanhóis colonos das Ilhas Canárias que se estabeleceram na península de Yucatán no século XVIII, e irmão primogênito do sacerdote católico Tomás Quintana Roo. Em sua homenagem foi nomeado o estado de Quintana Roo no México. Há também um pequeno município Quintana Roo, no estado do Yucatán que também leva seu nome.

## Biografia
Andrés Quintana Roo, estudou suas primeiras letras no Seminário de San Ildefonso, em Mérida, mostrou grande capacidade em escrever cartas, e em 1808 ele continuou seus estudos na Cidade do México na Universidade Real e Pontifícia do México. Seu pai criou as primeiras impressões que os jornais publicaram na península de Yucatán , a atitude de Matias Quintana foi considerada subversiva pela Coroa Espanhola, e ele foi detido pelas autoridades do vice-reinado, foi condenado preso em San Juan de Ulúa. Quintana Roo participou da escola de arte de alta e royalties, ele se formou como advogado e foi trabalhou no escritório de Agustín Pomposo Fernández de San Salvador.

### Sanjuanista
Em 1802 em Yucatán formaram um grupo chamado Sanjuanistas, foi fundado por Paulo Moreno, e o capelão filósofo José María Velázquez, neste grupo são notáveis integrados como o pai Andrés Quintana Roo e de Lorenzo de Zavala, o grupo defendeu supressão da servidão indígena, e fim das mordomias e privilégios da igreja para com a Coroa espanhola. Quase imediatamente surgiu na península um grupo de oposição aos rotineiros sanjuanistas.

### Independência do México
Ele foi um dos heróis da Independência do México. Membro do Congresso de Chilpancingo, presidiu a Assembléia Constituinte emitiu a Ata de Declaração de Independência do México em 1813. Foi deputado, senador, secretário de estado várias vezes, juiz da Suprema Corte e membro do governo (de 23 a 31 de dezembro de 1829), editor e diretor o jornal "Semanario Patriótico" autor do livro Dezesseis de Setembro, entre outros.
Seus restos mortais permanece na Coluna da Independência de 1925 até 30 de Maio de 2010, quando foram transferidos para o Museo Nacional de Historia do México (Castelo de Chapultepec) para análise, preservação e autenticação.

### Leona Vicario
Ele conheceu a sobrinha de Agustín Pomposo Fernández de San Salvador, Leona Vicario, mas havia um problema: Do Agostín apoiava a Coroa, e Andrés apoiou a insurgência. Andrés pediu permissão para se casar Leona, mas foi negado por suas diferenças ideológicas. Em seguida, el foi juntar-se aos insurgentes, e aproveitando a separação forçada, a Sra. Leona prestou serviços notáveis à Independência em segredo. Leone foi descoberta em 1813 pela prestação de serviços aos insurgentes, e foi presa no Colégio de Belém, mas conseguiu escapar disfarçada e se casou com Andrés em Tlalpujahua localidade de Michoacán.